# Homeopatie
Homeopatie: din limba Greacă hómoios- "asemănător-" + páthos "suferință" 
Homeopatia este o pseudoștiință, formă a medicinei alternative, în care medicii tratează pacienții cu preparate foarte diluate care se crede că provocă oamenilor sănătoși simptome similare cu cele prezentate de către pacient. Comunitatea științifică din Marea Britanie consideră homeopatia la fel de eficace ca un placebo. Ea este considerată pseudoștiință.
Au existat patru mari evaluări la scară largă a homeopatiei de către organisme naționale sau internaționale: Consiliul Național Australian pentru Sănătate și Cercetare Medicală; Comitetul științific și tehnic al Camerei Comunelor din Regatul Unit; Consiliul consultativ științific al Academiilor Europene și Biroul federal de sănătate din Elveția. Fiecare a concluzionat că homeopatia este ineficientă și a recomandat ca practica să nu mai primească finanțare. Serviciul Național de Sănătate din Anglia (NHS) a anunțat o politică de nefinanțare a medicinei homeopate deoarece reprezintă „o utilizare nejudicioasă a resurselor”. NHS a cerut Departamentului de sănătate din Marea Britanie să adauge remediile homeopatice pe lista neagră a produselor cu prescripție interzise, iar NHS a încetat să mai finanțeze remediile homeopate din noiembrie 2017.

## Opinii care susțin homeopatia
Teoria homeopatiei a fost dezvoltată de medicul saxon Samuel Hahnemann (1755–1843), enunțată în 1796 și extinsă în 1810 în lucrarea Organon der Heilkunst („Organon-ul artei de a vindeca”), în urma experimentelor pe oameni sănătoși cu substanțe diferite, care au indus simptome asemănătoare cu simptomele prezentate de bolnavi.
Homeopatia este o ramură a medicinei alternative care se ocupă cu tratamentul bolilor prin stimularea capacității de vindecare a organismului precum și cu prevenirea apariției afecțiunilor la cei predispuși. Homeopatia abordează omul ca întreg, încercând să trateze ținând cont de acest întreg și de evoluția sa dinamică. Vindecarea este concepută în homeopatie ca o restaurare rapidă, blândă și permanentă a sănătății prin anihilarea bolii în toată extinderea sa. 
Esența homeopatiei este principiul similitudinii. Acest principiu poate fi sintetizat în formula „similia similibus curantur” (asemănările sunt vindecate prin mijloace asemănătoare), fiind cunoscut încă de pe vremea lui Hipocrate. De altfel, el a fost un adept al acestui principiu. Principiul similitudinii postulează faptul că totalitatea simptomelor și semnelor de boală prezente la un pacient pot fi vindecate de o substanță capabilă să producă simptome similare unei persoane sănătoase. Doar principiul similitudinii este cel care caracterizează această modalitate terapeutică, diferențiind-o de alte metode.
În prezent homeopatia are o largă răspândire pe plan mondial și este practicată în cadru legal, organizat în mod oficial, de către medici cu drept de practică, în 17 țări și în mod curent în peste 80 de țări,  iar în România este recunoscută de Ministerul Sănătății și practicată oficial numai de medici cu pregătire postuniversitară de specialitate.

## Opinii care resping homeopatia
Nici observațiile, nici fundamentarea nu îndeplinesc condițiile minime pentru a fi considerate științifice. Așa-numitele experimente patogenetice (provinguri) făcute de homeopați nu au nicio legătură cu afecțiunile care ar trebui tratate, se realizează cu o altă diluție, și sunt de calitate atât de slabă încât nu pot fi trase concluzii robuste în urma lor. Testele științifice (folosind metoda dublului orb, bine-cunoscută pentru probitatea ei) au arătat că tratamentele homeopatice au același efect cu placebo.
Doctrina homeopată - legea similitudinii - recomandă un remediu care, ca substanță administrată în doză subponderală unui subiect sănătos, ar produce un set similar de simptome cu cele care se regăsesc la pacientul bolnav. Acest remediu este administrat uzual într-o concentrație extrem de scăzută, preparată printr-o procedură numită potențare, care se presupune că ar imprima diluției mai multă putere terapeutică.
Pentru acest „proces” nu există o explicație satisfăcătoare, fiind doar o rămășiță pseudoștiințifică din epoca alchimiei, când noțiunile de germeni sau molecule nu erau cunoscute sau înțelese. Descoperirile ulterioare teoriei lui Hahnemann, cum ar fi dimensiunea atomilor (Loschmidt, 1865) sau sinteza ureei (Friedrich Wöhler, 1828) au adus lămuriri mai clare.
O soluție atât de diluată cum e o doză homeopatică nu mai conține nici măcar o moleculă din substanța inițială dincolo de diluția 11 centezimală, deci nu mai poate avea efecte terapeutice. Susținătorii homeopatiei au emis ipoteza existenței unei „memorii” a apei, ipoteză susținută inițial de rezultatele unui studiu publicat în jurnalul Nature, dar care nu a putut fi confirmată când alți cercetători au încercat să repete experimentul.
Organizația Mondială a Sănătății a publicat un document prin care declară că nu susține homeopatia în tratarea următoarelor boli: HIV, TBC, malaria, gripa și diareea la copiii mici.

### Cum e văzută homeopatia în comunitatea științifică
Homeopatia este convingerea că dând unui pacient, cu simptome de o anumită boală, remedii extrem de diluate care sunt gândite a produce aceleași simptome la persoanele sănătoase. Aceste preparate sunt diluate adesea dincolo de punctul în care orice moleculă de tratament nu mai este prezentă. Studiile asupra practicilor homeopatice au fost în mare parte negative sau neconcludente. Nu există  nici o bază științifică pentru principiile homeopate.
Studiul homeopatiei a fost recompensat de oamenii de știință cu două „premii” Ig Nobel (ignoble înseamnă în limba engleză înjositor, rușinos), o „distincție” umoristică, parodie a premiilor Nobel, acordată anual înainte de acestea, pentru realizări care „nu pot sau nu trebuie să mai fie reproduse”. Ele i-au revenit chimistului francez Jacques Benveniste, pentru cercetări privind memoria apei (acordate în 1991 și 1998).
Președintele Consiliului Științific al Japoniei, Ichiro Kanazawa, a declarat că tratamentele homeopatice sunt „clar fără temei”.
Comisia pentru Știință și Tehnologie din Camera Comunelor, Marea Britanie a declarat următoarele: „Explicațiile de ce homeopatia ar funcționa nu sunt, științific, plauzibile”. Consiliul Național pentru Sănătate și Cercetare Medicală din Australia a făcut o evaluare la standarde foarte înalte pentru a stabili pentru ce este utilă homeopatia. Din 68 de probleme de sănătate, homeopatia n-a fost demonstrată a fi eficientă pentru niciuna.
Din cauza ineficienței homeopatiei, mai multe voci din lumea științifică consideră că folosirea acesteia este lipsită de etică.
Analizele chimice extrem de puternice nu pot distinge între apă chioară și apă de preparat medicamente homeopate (care conține ingredientul homeopatic activ).
Legile chimiei dau limita de diluție, care este legată de numărul lui Avogadro, ca fiind aproximativ egală cu diluțiile homeopate 12C (1 parte din 1024). James Randi și campania 10:23 au evidențiat lipsa ingredientului activ-urilor prin luarea unor „supradoze” mari.

## Remedii homeopate
Remediile homeopate sunt substanțe diluate și dinamizate prescrise după legea similitudinii în doze de obicei infinitezimale. Farmacopeea franceză definește medicamentele homeopate ca preparate obținute prin metoda diluțiilor succesive. Dintre formele cele mai des întâlnite sunt:
- Tincturile primare
- Soluțiile
- Soluțiile oftalmice
- Soluțiile injectabile
- Unguentele
- Supozitoarele
- Triturările
- Tabletele
- Globulele

Tincturile primare se definesc ca preparate lichide extractive rezultate din amestecarea sucului proaspăt presat din plante cu alcool sau prin extracție din plante, părți de plante proaspete sau uscate.
Soluțiile sunt preparate obținute prin dizolvarea substanțelor medicamentoase în solvenți adecvați. În funcție de solventul utilizat la preparare pot fi apoase sau hidroalcoolice.

## Diluare
Remediile homeopate se prepară prin diluări succesive ale ingredientului activ (de obicei pană la punctul în care acesta nu se regăsește în soluția finală). Unitățile de măsură folosite sunt:
- C; Scara C a fost creată de Hahnemann și fiecare nivel reprezintă un factor de diluare egal cu 100; de exemplu 2C înseamnă ca o unitate din ingredientul activ se regăsește in 10000 de unități de soluție. Hahnemann a recomandat 30C pentru majoritatea remediilor (ceea ce reprezintă un factor de diluare de 1060). Comparativ, 12C este aproximativ echivalent cu concentrația unei soluții obținute prin diluarea unui vârf de sare într-o cantitate de apă egala cu cea din oceanul Atlantic. In practică, concentrații de 200C (folosite spre exemplu in Oscillococcinum - un remediu homeopat des folosit pentru gripă) nu sunt neobișnuite (200C reprezintă o moleculă ingredient activ in 10400molecule de soluție; ca punct de referință - universul are 1080 atomi)
- D (sau X); reprezintă o scara zecimală (fiecare nivel corespunde unui factor de diluare egal cu 10)

## Pericolele tratamentului homeopat
Diluțiile homeopatice nu au niciun efect direct (dincolo de efectul placebo), dar tratamentul homeopat poate fi periculos din cauza tentației de a evita tratamentul medical real, mai eficace. De exemplu, actrița olandeză de succes Sylvia Millecam a murit de cancer, la 45 de ani, la doi ani de la diagnostic, din cauza opțiunii de a apela la un tratament alternativ în locul celui medical. Într-un caz mai recent, o fetiță de 9 luni care suferea de eczemă a contractat mai multe infecții prin pielea iritată și a murit de septicemie și malnutriție, nefiind tratată medical pentru eczemă deoarece părinții au ales să nu o ducă la spital și să-i administreze numai remedii homeopate (tatăl ei fiind homeopat și lector universitar de homeopatie).

## Resurse
- http://obstetrica-ginecologie.com/despre-metode-alternative/homeopatia-in-sarcina-15.html - Homeopatia în sarcină
- http://www.badscience.net/2007/11/a-kind-of-magic/
- http://www.homeowatch.org/ - un site întreg dedicat domeniului

Enciclopedii:
- http://encyclopedia.thefreedictionary.com/homeopathy
- http://www.all-science-fair-projects.com/science_fair_projects_encyclopedia/Homeopathy Arhivat în 17 martie 2006, la Wayback Machine.
- http://www.skepdic.com/homeo.html
- http://www.tfn.net/HealthGazette/homeop.html Arhivat în 8 noiembrie 2005, la Wayback Machine.
- http://arstechnica.com/articles/culture/the-pseudoscience-behind-homeopathy.ars/1
- http://video.google.com/videoplay?docid=7799237090472211088&q=james+randi+homeopathy&total=15&start=0&num=10&so=0&type=search&plindex=4%5Bnefuncțională%5D
- http://badpsychics.com/thefraudfiles/modules/news/ Arhivat în 2 noiembrie 2007, la Wayback Machine.
- http://dcscience.net/?p=21
- http://www.quackometer.net/blog/2007/07/lethal-trust.html
- http://dcscience.net/?p=24
- http://news.bbc.co.uk/2/hi/programmes/newsnight/5178122.stm
- http://www.senseaboutscience.org.uk/index.php/site/project/71/
- http://www.randi.org/joom/index.php?option=com_content&task=view&id=99&Itemid=27

Societatea Română de Homeoterapie:
- http://homeotherapia.ro/ Arhivat în 28 septembrie 2014, la Wayback Machine.

Studiile privind homeopatia care arată că are același efect cu placebo:
- http://www.randi.org/jr/040403.html
- http://www.randi.org/jr/112902.html
- http://www.ncahf.org/pp/homeop.html - poziția Consiliului Național împotriva fraudei medicale
- http://www.csicop.org/si/2004-09/strange-world.html Arhivat în 1 mai 2006, la Wayback Machine. - Hotărâre a justiției italiene privind lipsa validității științifice a homeopatiei

Articole ale Consiliului American pentru Știință și Sănătate:
- http://www.acsh.org/healthissues/newsID.632/healthissue_detail.asp Arhivat în 14 iulie 2008, la Wayback Machine.
- http://www.acsh.org/healthissues/newsID.668/healthissue_detail.asp Arhivat în 22 iunie 2006, la Wayback Machine.
- http://www.acsh.org/healthissues/newsID.892/healthissue_detail.asp Arhivat în 21 martie 2005, la Wayback Machine.
- http://www.acsh.org/healthissues/newsID.903/healthissue_detail.asp Arhivat în 21 martie 2005, la Wayback Machine.
- http://news.bbc.co.uk/1/hi/health/2512105.stm - James Randi oferă 1 milion de dolari pentru dovada homeopatiei
- http://www.bbc.co.uk/science/horizon/2002/homeopathytrans.shtml - aici e un test efectuat de el
- http://www.randi.org/jr/090503.html - nu prea sunt amatori să o dovedească însă

Alte articole:
- ro  Descopera.org, Homeopatia si Mierea-Traznet
- Medicina alternativă și legile fizicii Arhivat în 2 martie 2006, la Wayback Machine.
- Straightdope.com
- Quackwatch.org
- Cum funcționează placebo
- Legături către alte resurse
- Homeopathic Online Repertory